# Saxifraga x goringana
Saxifraga x goringana es una planta herbácea de la familia de las saxifragáceas.
Es un híbrido compuesto por las especies Saxifraga aretioides, Saxifraga cinerea, Saxifraga lilacina y Saxifraga media.

## Taxonomía
Saxifraga x goringana fue descrita por Adr.Young & Gornall y publicado en Saxifr. Mag. 1: 28 1993.
Etimología
Saxifraga: nombre genérico que viene del latín saxum, ("piedra") y frangere, ("romper, quebrar"). Estas plantas se llaman así por su capacidad, según los antiguos, de romper las piedras con sus fuertes raíces. Así lo afirmaba Plinio, por ejemplo.
goringana: epíteto
Cultivares
- Saxifraga x goringana 'Anne Beddall'
- Saxifraga x goringana 'Ayer's Rock'
- Saxifraga x goringana 'Nancye'